# Newcastle Emlyn
Newcastle Emlyn (in gallese: Castellnewydd Emlyn; 950 ab.ca.) è una cittadina del Galles sud-occidentale, facente parte della contea del Carmarthenshire e situata lungo il corso del fiume Teifi.

## Geografia fisica
Newcastle Emlyn è situata nel tratto nord-occidentale della contea del Carmarthenshire, lungo il confine meridionale della contea del Ceredigion e nei pressi del confine orientale della contea del Pembrokeshire e si trova all'incirca a metà strada tra le località di Cardigan e Llandysul (rispettivamente ad est della prima e ad ovest della seconda), a circa 27 km a nord di Carmarthen.

## Monumenti e luoghi d'interesse

### Architetture militari

#### Castello
L'attrazione principale di Newcastle Emlyn è rappresentata dalle rovine del castello, eretto probabilmente intorno al 1240 da Maredudd ap Rhys e che si erge in una collina che sovrasta la città.
|  |

## Società

### Evoluzione demografica
Al censimento del 2001, Newcastle Emlyn contava una popolazione di 941 abitanti, di cui il 69% ha dichiarato di parlare correntemente la lingua gallese.